# Chris Rossouw
Christiaan le Cordier Rossouw (Distrito Municipal de Nkangala, 14 de septiembre de 1969) es un exjugador sudafricano de rugby que se desempeñaba como hooker.

## Selección nacional
Jugó con los Springboks en 1995 y en 1999. En total disputó 9 partidos y marcó 2 tries (10 puntos).

### Participaciones en Copas del Mundo
Rossouw disputó dos Copas Mundiales; Sudáfrica 1995 donde se consagró campeón del Mundo y Gales 1999 donde los Springboks alcanzaron la tercera posición.
| Mundial                       | Sede      | Resultado     | PJ | Tries |
| ----------------------------- | --------- | ------------- | -- | ----- |
| Copa Mundial de Rugby de 1995 | Sudáfrica | Campeón       | 4  | 1     |
| Copa Mundial de Rugby de 1999 | Gales     | Tercer puesto | 2  | 0     |